# Cheilanthes tenuifolia
Cheilanthes tenuifolia är en kantbräkenväxtart som först beskrevs av Nicolaas Laurens Burman, och fick sitt nu gällande namn av Olof Peter Swartz. Cheilanthes tenuifolia ingår i släktet Cheilanthes och familjen Pteridaceae. Inga underarter finns listade.